# Thomas Jahn (Filmregisseur)

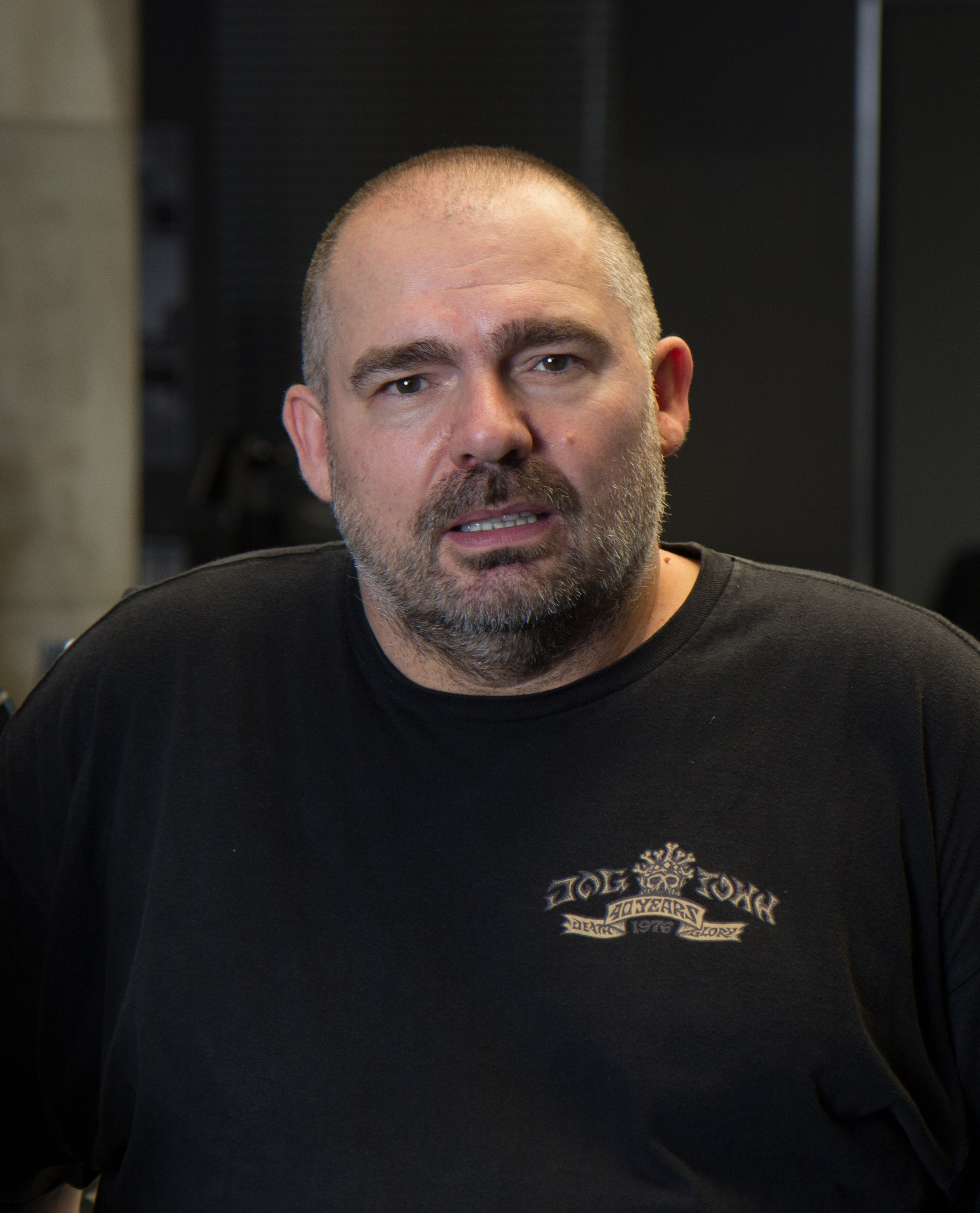
Thomas Jahn am Filmset von Professor T. (2017)

Thomas Jahn (* 9. Juli 1965 in Hückelhoven, Hilfarth) ist ein deutscher Filmregisseur, Drehbuchautor, Kameramann und Filmproduzent. Bekannt wurde er durch den Film Knockin’ on Heaven’s Door.

## Leben
Seinen Wehrdienst leistete Thomas Jahn 1990/91 beim Luftwaffenausbildungsregiment 2 in Budel/Niederlande. Dort wurde von ihm auch ein Dokumentarfilm über den Grundwehrdienst gedreht. Im Anschluss arbeitete Jahn als Taxifahrer, als er in einer Kölner Buchhandlung Til Schweiger auf seine Rolle in Der bewegte Mann ansprach. Nachdem Jahn erklärte, dass er selbst Drehbücher schreiben würde, forderte ihn Schweiger auf, ihm ein Drehbuch zu schicken, was Jahn dann auch tat. Das erste Drehbuch, das Jahn ihm schickte, nannte sich „American Dream“. Später übersandte Jahn ihm das Drehbuch zu Knockin’ on Heaven’s Door. Til Schweiger erklärte sich bereit, sich an der Produktion des Films zu beteiligen und setzte durch, dass Jahn die Regie führen durfte, obwohl dieser im professionellen Bereich noch keinerlei Erfahrungen gesammelt hatte.
Aufgrund des Stils von Knockin’ on Heaven’s Door wurde Jahn von einigen Medien zum deutschen Quentin Tarantino erklärt. Mit seinem zweiten Kinofilm Kai Rabe gegen die Vatikankiller landete Jahn allerdings einen Flop. Auch sein dritter Kinofilm, Auf Herz und Nieren, kam beim Publikum nicht an. 
Jahn arbeitet seit einigen Jahren beim Fernsehen, wo er unter anderem diverse Tatorte und zwei Filme für die Reihe Sperling im ZDF drehte. 2015 drehte Jahn als Regisseur und Kameramann den SAT1-Film Einstein und seit 2017 die daraus resultierende Serie.
Für das ZDF hob Jahn die deutsche Version der belgischen Serie Professor T aus der Taufe. Professor T. geht 2018/19 in die dritte Staffel, für die Thomas Jahn nicht nur für Kamera und Regie verantwortlich zeichnet, sondern erstmals auch die Drehbücher schreibt. 
Thomas Jahn ist mit seiner Firma HAT-Productions auch als Produzent tätig.

## Filmografie

### Kino
- 1997: Knockin’ on Heaven’s Door
- 1998: Kai Rabe gegen die Vatikankiller
- 2001: Auf Herz und Nieren

### Fernsehen
- 1998: Herzbeben
- 2004: Sperling – Sperling und die letzte Chance
- 2004–2006: Balko (sieben Folgen)
- 2005: Der Dicke (sieben Folgen)
- 2005: Sperling – Sperling und der Fall Wachutka
- 2007: Tatort – Engel der Nacht
- 2007–2010: Der Kriminalist (neun Folgen)
- 2008: 80 Minutes
- 2008: The Lost Samaritan
- 2009: The Boxer
- 2011: Einsatz in Hamburg – Der Tote an der Elbe
- 2013: Tatort – Schwarzer Afghane
- 2015: Einstein
- 2015: Nur nicht aufregen!
- seit 2017: Einstein (Fernsehserie)
- 2017–2020: Professor T. (Fernsehserie)